# Tiatucurá
Tiatucurá (també coneguda com a Villa María) és una entitat de població de l'Uruguai ubicada al sud-est del departament de Paysandú, al límit amb el departament de Tacuarembó.
Es troba a 99 metres sobre el nivell del mar. Té una població aproximada de 100 habitants.